# Mălușteni
Mălușteni es una comuna ubicada en el distrito de Vaslui, Rumania.

## Superficie
Posee una superficie de 55,53 kilómetros cuadrados.

## Demografía
Hasta 2021 la población era de 1802 habitantes, con una densidad de población de 32,45 habitantes por kilómetro cuadrado.